# Concepción de la Norma
Concepción de la Norma är en ort i Mexiko.   Den ligger i kommunen Mazapil och delstaten Zacatecas, i den centrala delen av landet, 600 km nordväst om huvudstaden Mexico City. Concepción de la Norma ligger 2 003 meter över havet och antalet invånare är 196.
Terrängen runt Concepción de la Norma är varierad. Runt Concepción de la Norma är det mycket glesbefolkat, med 5 invånare per kvadratkilometer. Närmaste större samhälle är Aldea de Codornices, 2,1 km söder om Concepción de la Norma. Omgivningarna runt Concepción de la Norma är i huvudsak ett öppet busklandskap.